# Чемпионат Африки по футболу среди молодёжных команд 1989
Молодежный чемпионат Африки 1989 года был 7-м раз в два года проводимым африканским квалификационным турниром к молодежному чемпионату мира ФИФА, который проводился как дома, так и на выезде.
Нигерия дошла до финала и защитила свой титул в третий раз подряд и в четвертый раз в общем зачете, победив Мали со счетом 4:1 по сумме двух матчей, хотя обе команды квалифицировались на молодежный чемпионат мира 1989 года в Саудовской Аравии.

## Команды
Следующие команды приняли участие в этом турнире и сыграли как минимум по одному матчу:
| Предварительный раунд: - Ангола - Гвинея - Либерия - Мали - Сенегал - Заир | Первый раунд: - Алжир - Камерун - Кот-д’Ивуар - Египет - Габон - Гана - Лесото - Марокко - Нигерия - Тунис |

## Предварительный раунд
Центральная Африка, Мавритания, Маврикий и Кения снялись с соревнований, пропустив в первый раунд своих соперников - Габон, Алжир, Мадагаскар и Лесото.
| Команда 1 | Итог | Команда 2 | 1-й матч | 2-й матч |
| --------- | ---- | --------- | -------- | -------- |
| Мали      | 6:4  | Сенегал   | 4:0      | 2:4      |
| Гвинея    | 4:2  | Либерия   | 3:1      | 1:1      |
| Ангола    | 3:4  | Заир      | 2:1      | 1:3      |

## Первый раунд
Мадагаскар, Сомали и Того снялись с соревнований, в результате чего их соперники Египет, Кот-д'Ивуар и Лесото вышли во второй раунд.
| Команда 1 | Итог    | Команда 2 | 1-й матч | 2-й матч |
| --------- | ------- | --------- | -------- | -------- |
| Мали      | 2:2 (a) | Марокко   | 1:0      | 1:2      |
| Алжир     | 2:2 (a) | Тунис     | 0:0      | 2:2      |
| Гвинея    | 3:3 (a) | Гана      | 3:2      | 0:1      |
| Заир      | 2:2 (a) | Нигерия   | 2:2      | 0:0      |
| Габон     | 2:1     | Камерун   | 2:0      | 0:1      |

## Четвертьфинал
| Команда 1 | Итог           | Команда 2   | 1-й матч | 2-й матч |
| --------- | -------------- | ----------- | -------- | -------- |
| Мали      | 3:3 (a)        | Египет      | 2:0      | 1:3      |
| Гана      | 3:3 (4:5 пен.) | Алжир       | 3:0      | 0:3      |
| Нигерия   | 6:1            | Лесото      | 4:0      | 2:1      |
| Габон     | 2:4            | Кот-д’Ивуар | 1:0      | 1:4      |

## Полуфиналы
| Команда 1   | Итог    | Команда 2 | 1-й матч | 2-й матч |
| ----------- | ------- | --------- | -------- | -------- |
| Алжир       | 1:1 (a) | Мали      | 1:1      | 0:0      |
| Кот-д’Ивуар | 2:4     | Нигерия   | 2:2      | 0:2      |

## Финал
Финал был сыгран в двухматчевом противостоянии; 1 января в Бамако и 14-го числа в Ибадан.
| Команда 1 | Итог | Команда 2 | 1-й матч | 2-й матч |
| --------- | ---- | --------- | -------- | -------- |
| Мали      | 1:4  | Нигерия   | 1:2      | 0:2      |

Подробности матча второго этапа:
| Нигерия                                  | 2:0 | Мали |
| ---------------------------------------- | --- | ---- |
| - 45′ Мутиу Адеподжу - 75′ Джимо Балогун |     |      |

| Молодежный чемпионат Африки 1989 года |
| Нигерия 4-й титул                     |

## Квалификация к молодежному чемпионату мира
Эти две команды с лучшими результатами прошли квалификацию в Молодежный чемпионат мира по футболу 1989 года в Саудовской Аравии:
- Мали
- Нигерия

## Внешние ссылки
- Tournament records by RSSSF